# Autograf
|  | se Autograf (tv-program) for tv-programmet med dette navn. |
Autograf (fra græsk αὐτός/autós "selv" og γράφειν/grafein "at skrive") er en underskrift. Udtrykket bruges i daglig tale mest om underskrifter, med eller uden en hilsen, fra berømte mennesker. Det kan også benyttes om maskinskrevne underskrifter, selvom disse ikke er skrevet i hånden. En ivrig autografsamler, kaldes også for en autografjæger.

## Berømte personers autografer
- Karl den store (742/748-814)
- Martin Luther (1483-1546)
- Carl von Linné (1707-1778)
- John Hancock (1737-1793)
- Johan Ludvig Runeberg (1804-1877)
- Jenny Lind (1820-1887)
- Fjodor Dostojevskij (1821-1881)
- August Strindberg (1849-1912)
- Richard Nixon (1913-1994)
- Martin Luther King (1929-1968)
- J. Edgar Hoovers autograf